# Thomas Berge
Thomas Berge, artiestennaam van Chiel Thomas Ottink (Haaksbergen, 25 januari 1990), is een Nederlands zanger.

## Biografie
Berge nam op twaalfjarige leeftijd zijn eerste single op. Mijn luchtballon werd als promotie 800.000 keer verkocht en verspreid door Neckermann. Zijn artiestennaam werd bewust gekozen om in de toekomst in navolging van onder andere Heintje en Jan Smit een aandeel in de Duitse muziekwereld te veroveren..
Begin 2007 deed Berge met de Russische kunstschaatsster Nina Oelanova mee met het programma Sterren Dansen op het IJs tot hij op 10 maart 2007 de skate-off van Geert Hoes verloor met 39% van de stemmen. In maart 2007 was hij op Tien te zien bij het muzikale programma Just the Two of Us. Bij de regionale televisiezender RTV Oost kwam er op 2 juni 2007 een nieuw programma, namelijk "Toppers te Paard". Hierin leerden bekende Nederlanders paardrijden. In oktober 2007 nam hij met Junior Songfestivaldeelneemster Tess Gaerthé de single "De stem van mijn hart" op. Dit is de Nederlandse versie van het liedje "You are the music in me" uit High School Musical 2.
Vanaf 11 januari 2008 werd zijn eigen realitysoap op Nederland 1 uitgezonden. Met zijn single "Zonder jou", waarmee hij zijn eerste top tien-hit scoort in de Single Top 100, was hij in de zomer van 2008 te zien in de soap Goede tijden, slechte tijden. Berge bracht in 2008 een dvd uit met een live-registratie van zijn twee uitverkochte concerten in de Heineken Music Hall. Op 6 september 2008 nam Berge samen met Roemjana de Haan deel aan het tweede Eurovisiedansfestival in Glasgow. Ze werden daar uiteindelijk veertiende en laatste met slechts één punt.
In het najaar van 2009 verscheen zijn nieuwe album. In 2009 deed hij mee aan het programma De beste zangers van Nederland waarbij Gordon, Henk Westbroek, Danny de Munk, Albert West, Nick Schilder, Simon Keizer en Thomas Berge een week lang op Ibiza zaten en daar elkaars repertoire zongen. Op 6 augustus 2009 werd bekend dat Berge tijdens zijn vakantie in het Spaanse Salou besmet was geraakt met de Mexicaanse griep.

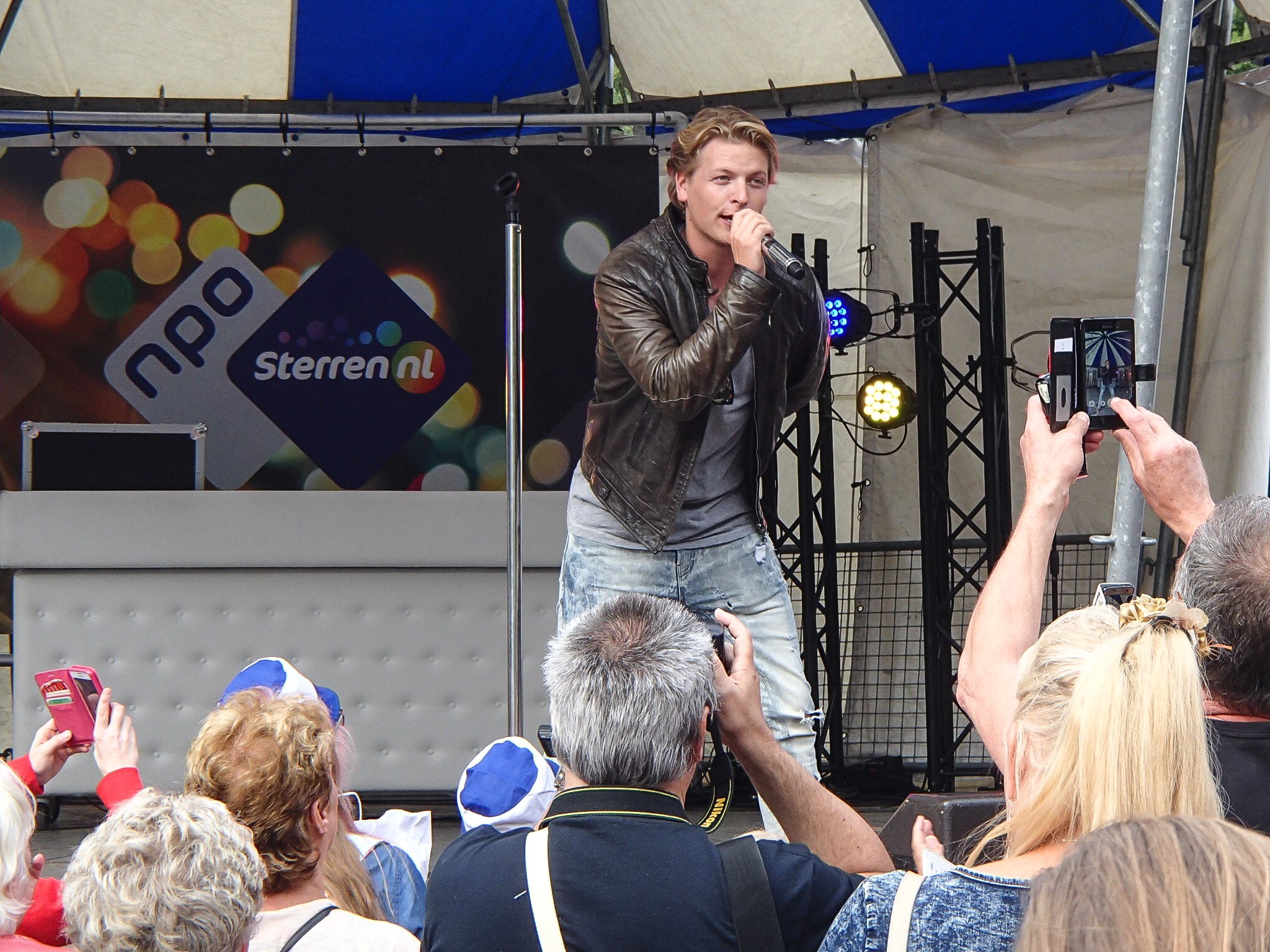
Berge in 2016

Berge stond drie keer in de Amsterdam ArenA met De Toppers in Toppers in concert 2010. In 2010 nam Berge deel aan het tweede seizoen van het EO programma De Mattheus Masterclass waarin niet-klassiek geschoolde artiesten een deel van Bachs Matthäuspassion uitvoeren in de St. Vituskerk in Hilversum. In 2011 speelde Berge de rol van Petrus in The Passion 2011. In 2012 nam Berge deel aan het programma: De schat van de Oranje op SBS6.
Berge bracht in oktober 2011 zijn album 1221 uit. Op 26 april 2013 kondigde Berge aan zijn samenwerking met zijn toenmalige manager en platenmaatschappij Johnny Sap/Studio 1 te hebben gestopt. In 2017 was Berge te zien in het RTL 4 programma The Big Music Quiz.
In 2019 was Berge een van de deelnemers van het twintigste seizoen van het RTL 4-programma Expeditie Robinson, hij viel als elfde af en eindigde op de 10e plaats. In 2021 deed hij mee aan het televisieprogramma Onmogelijke duetten. In 2022 was Berge een secret singer in het televisieprogramma Secret Duets. Datzelfde jaar deed hij mee aan Het perfecte plaatje in Argentinië, waarin hij als derde eindigde. In 2023 was Berge te zien in Alles is Muziek. In datzelfde jaar deed hij mee aan het programma Lettrix. In 2024 deed Berge samen met Lex Gaarthuis mee aan de Top 4000 Muziekquiz. In datzelfde jaar deed hij als dragqueen mee aan de oudejaarsspecial van het programma Make Up Your Mind.
In 2025 deed Berge samen met Brace mee aan het programma Code van Coppens: De wraak van de Belgen.

## Persoonlijk
Berge heeft twee zoons en één dochter. De kinderen zijn uit twee beëindigde relaties.

## Trivia
- In 2005 ontving hij een Zilveren Harp.
- Berge ontving een Originele Rembrandt voor het album Geloof in je dromen.
- Berge is ambassadeur van Cliniclowns.
- In 2008 ontving hij de Gulden Vedel voor zijn nummer Jij bent mijn leven.
- In november 2009 ontving Berge een gouden single award voor Kon ik maar even bij je zijn.

## Discografie

### Albums
| Album met eventuele hitnotering(en) in de Nederlandse Album Top 100 | Datum van verschijnen | Datum van binnenkomst | Hoogste positie | Aantal weken | Opmerkingen   |
| ------------------------------------------------------------------- | --------------------- | --------------------- | --------------- | ------------ | ------------- |
| Thomas Berge                                                        | 2003                  | 25-10-2003            | 41              | 5            |               |
| Als jij lacht                                                       | 2004                  | 26-02-2005            | 20              | 22           |               |
| De mooiste                                                          | 2005                  | 29-10-2005            | 37              | 4            | Verzamelalbum |
| Kerst met Thomas Berge                                              | 2005                  | -                     |                 |              |               |
| Geloof in je dromen                                                 | 2006                  | 18-11-2006            | 32              | 8            |               |
| Compleet                                                            | 2007                  | 15-03-2008            | 41              | 4            |               |
| Live in de HMH                                                      | 2008                  | 04-10-2008            | 46              | 4            | Livealbum     |
| Kon ik maar even bij je zijn                                        | 30-10-2009            | 07-11-2009            | 10              | 8            |               |
| 1221                                                                | 02-09-2011            | 10-09-2011            | 8               | 6            |               |
| Berge verzet                                                        | 2014                  | 01-03-2014            | 9               | 5            |               |

### Singles
| Single met eventuele hitnotering(en) in de Nederlandse Top 40 | Datum van verschijnen | Datum van binnenkomst | Hoogste positie | Aantal weken | Opmerkingen                                                               |
| ------------------------------------------------------------- | --------------------- | --------------------- | --------------- | ------------ | ------------------------------------------------------------------------- |
| Mijn luchtballon                                              | 2003                  | -                     |                 |              | Nr. 24 in de Single Top 100                                               |
| Als jij er morgen niet meer bent                              | 2003                  | -                     |                 |              | Nr. 34 in de Single Top 100                                               |
| Een glimlach                                                  | 2004                  | -                     |                 |              | Nr. 36 in de Single Top 100                                               |
| Als jij lacht                                                 | 2005                  | -                     |                 |              | Nr. 46 in de Single Top 100                                               |
| Ik zie mijn leven als een melodie                             | 2005                  | -                     |                 |              | Nr. 26 in de Single Top 100                                               |
| De mooiste                                                    | 2005                  | -                     |                 |              | Nr. 45 in de Single Top 100                                               |
| Als een mooie droom                                           | 2005                  | -                     |                 |              | Nr. 54 in de Single Top 100                                               |
| Jantjes gitaar                                                | 2005                  | -                     |                 |              | met Johnny Hoes / Nr. 68 in de Single Top 100                             |
| Val aan                                                       | 2006                  | -                     |                 |              | Nr. 68 in de Single Top 100                                               |
| Bellen                                                        | 2006                  | -                     |                 |              | Nr. 68 in de Single Top 100                                               |
| Jij bent mijn leven                                           | 2006                  | -                     |                 |              | Nr. 68 in de Single Top 100                                               |
| Heel even                                                     | 2007                  | -                     |                 |              | Nr. 71 in de Single Top 100                                               |
| De wereld ben jij                                             | 2007                  | 14-07-2007            | tip5            | -            | Nr. 35 in de Single Top 100 / Soundtrack Zoop in Zuid-Amerika             |
| De stem van mijn hart                                         | 2007                  | 06-10-2007            | tip2            | -            | met Tess / Nr. 45 in de Single Top 100 / Soundtrack High School Musical 2 |
| Niet meer en niet minder                                      | 2008                  | -                     |                 |              | Nr. 48 in de Single Top 100                                               |
| Zonder jou                                                    | 2008                  | 12-07-2008            | tip6            | -            | Nr. 10 in de Single Top 100                                               |
| Ieder moment                                                  | 2009                  | 25-07-2009            | tip9            | -            | Nr. 4 in de Single Top 100                                                |
| Kon ik maar even bij je zijn                                  | 09-10-2009            | -                     |                 |              | Nr. 1 in de Single Top 100 / Goud                                         |
| Geen kerstfeest zonder jou                                    | 12-2009               | -                     |                 |              | Nr. 1 in de Single Top 100                                                |
| Ik vertrouw je niet meer                                      | 02-2010               | -                     |                 |              | Nr. 7 in de Single Top 100                                                |
| Niets te veel                                                 | 14-11-2010            | -                     |                 |              | Nr. 14 in de Single Top 100                                               |
| Mijn woord                                                    | 30-04-2011            | -                     |                 |              | Nr. 8 in de Single Top 100                                                |
| Niets is onmogelijk                                           | 2011                  | -                     |                 |              | Nr. 8 in de Single Top 100                                                |
| Alleen omhoog                                                 | 2013                  | 23-11-2013            | tip3            | -            | Nr. 12 in de Single Top 100                                               |
| Wat ik voel voor jou                                          | 24-02-2014            | -                     |                 |              | met Yvonne Coldeweijer                                                    |
| Kerstmis vier je samen                                        | 2014                  | 13-12-2014            | tip25           | -            | als onderdeel van Eenmaal Voor Allen / Nr. 68 in de Single Top 100        |

| Single met hitnotering(en) in de Vlaamse Ultratop 50 | Datum van verschijnen | Datum van binnenkomst | Hoogste positie | Aantal weken | Opmerkingen |
| ---------------------------------------------------- | --------------------- | --------------------- | --------------- | ------------ | ----------- |
| Alleen omhoog                                        | 2014                  | 29-03-2014            | tip96*          |              |             |

### Dvd's
| Dvd's met hitnoteringen in de Nederlandse Music Top 30 | Datum van verschijnen | Datum van binnenkomst | Hoogste positie | Aantal weken | Opmerkingen |
| ------------------------------------------------------ | --------------------- | --------------------- | --------------- | ------------ | ----------- |
| Thomas Berge in Holland                                | 2004                  |                       |                 |              |             |
| Thomas Berge in Oostenrijk                             | 2005                  |                       |                 |              |             |
| Thomas Berge in Spanje                                 | 2005                  |                       |                 |              |             |
| Live in de HMH                                         | 2008                  | 04-10-2008            | 8               | 8            |             |